# Hegyi gorilla
A hegyi gorilla (Gorilla beringei beringei) a keleti gorilla két alfajának egyike. A hegyi gorillák Közép-Afrikában két területen, két csoportban élnek. Az egyik csoport a Virunga-hegységben él négy nemzeti park területén: az Uganda délnyugati részén fekvő Mgahinga Gorilla Nemzeti Parkban, a Ruanda északnyugati részén fekvő Volcanoes Nemzeti Parkban, és a Kongói Demokratikus Köztársaság keleti szélén található Virunga Nemzeti Parkban, illetve a Kahuzi-Biéga Nemzeti Parkban. A másik csoport az ugandai Bwindi Áthatolhatatlan Nemzeti Parkban él. Egyes vélemények szerint a Bwindi csoport önálló alfajt alkot. A hegyi gorillák a kihalás szélén élő állatok, a Természetvédelmi Világszövetség (IUCN) Vörös listáján a „kritikusan veszélyeztetett fajok” között tartják nyilván őket. Számuk az elmúlt 10 évben kis mértékben növekedett, jelenleg mintegy 740 egyed él a Virunga Nemzeti Parkban.

## Megjelenése
A hegyi gorillának más gorilla fajokkal összehasonlítva hosszabb és sötétebb szőrzete van, így olyan területeken is megél, ahol a hőmérséklet fagypont alá süllyed. Több időt tölt a talajon, mint bármely más főemlős, lába hasonlít az emberére. Arcán, tenyerén és talpán nincs szőr, az idősebb hímeknek a mellkasa is csupasz. A gorillák egyedi orr-rajzolatuk, „orrlenyomatuk” alapján is megkülönböztethetők.
A hímek tömege általában kétszerese a nőstényekének, eléri a 195 kg-ot, a gorillák közül ez az alfaj a legnagyobb. A nőstények mindössze 100 kg tömegűek. A kifejlett hímek koponyája tetején és hátulján csontos kiemelkedés van, ettől fejük kúpos alakúnak tűnik. Ehhez a kiemelkedéshez tapadnak az erőteljes rágóizmok, melyek az alsó állkapocshoz csatlakoznak. A kifejlett nőstényeken is megtalálható a csontos kiemelkedés, de náluk kevésbé erőteljes.
A kifejlett hímeket ezüsthátúnak is hívják, mivel koruk előrehaladtával szürkés vagy ezüstös szőr fejlődik hátukon. Hátszőrzetük rövidebb, mint testük többi részén, karjukon viszont különösen hosszú. A legmagasabb ezüsthátú gorilla 1,95 m magas volt (1938-ban lőtték le Észak-Kivuban), a legnehezebb gorilla pedig 1,83 m magas és 267 kg tömegű volt.
A hegyi gorilla alapvetően a talajszinten él, négy lábon jár. Gyümölcsökért képes azonban fára is mászni, ha a fa elbírja a súlyát, és rövid távon két lábon is képes járni. Mint az összes főemlősnek (kivéve az embert), a gorillának is hosszabb a karja mint a lába (15-20%-kal). Ujjízületeire támaszkodva jár (mint a csimpánz, de nem úgy, mint a bonobó és az orangután fajok), súlyát begörbített ujjainak hátulja tartja és nem a tenyere.
A hegyi gorilla nappali életmódot folytat. Aktív óráinak többségét táplálkozással tölti, mivel nagy mennyiségű élelemre van szüksége nagy méretű testének fenntartásához. A reggeli órákban szerzi meg élelmét, késő délelőtt és a déli órákban általában pihen, a délutánt ismét élelemszerzéssel tölti. A gorillák növényekből építenek maguknak minden este új fészket. Csak a fiatalok alszanak anyjukkal egy fészekben. Fészkelő helyüket napkeltekor hagyják el, kivéve ha hideg és felhős idő van, ilyenkor szívesen maradnak fészkükben.

## Élőhely és táplálkozás
A hegyi gorillák az Albert-hasadékban emelkedő Virunga-hegység montán erdőiben élnek 2200–4300 m magasságon. Legtöbbjük három kihunyt tűzhányó hegyoldalain él: a Karisimbi, a Mikeno és a Bisoke hegyen. A hegyek lábainál a növényzet nagyon sűrű, magasabbra érve ritkuló, az erdők, ahol a hegyi gorillák élnek, gyakran felhőkbe burkolóznak, párásak és hűvösek.
A hegyi gorilla elsősorban növényevő: táplálékának nagy részét 142 növényfaj levelei, rügyei és növényi szárai alkotják (85,8%). Elfogyasztja a fakérget (6,9%), gyökereket (3,3%), virágokat (2,3%), gyümölcsöket (1,7%), valamint kisebb gerincteleneket is (0,1%). A kifejlett hím akár 34 kg növényi táplálékot is elfogyaszt egy nap, a nőstények 18 kg-ot.
Az egy-egy gorillacsoport által használt terület mérete nagymértékben függ az élelemforrástól, és általában több vegetációs zónát is magába foglal. George Schaller tíz eltérő zónát különböztetett meg, ezek: bambuszerdő 2200–2800 m között; Hagenia (koszó-fa) erdők 2800–3300 m  között, illetve az óriás aggófű-zóna 3400–4300 m között. A hegyi gorillák idejük nagy részét a Hagenia-erdőkben töltik, ahol galajfajok (Galium spp.) találhatók az év minden szakában. Ezeknek a növényeknek minden részét elfogyasztják: leveleit, szárát, virágját és bogyóit. A gorillák a bambuszerdőket is meglátogatják, amikor a friss hajtások kihajtanak; a szubalpin területekre is felmásznak az óriás Senecio-fák lágy középső részéért.

## Szaporodása

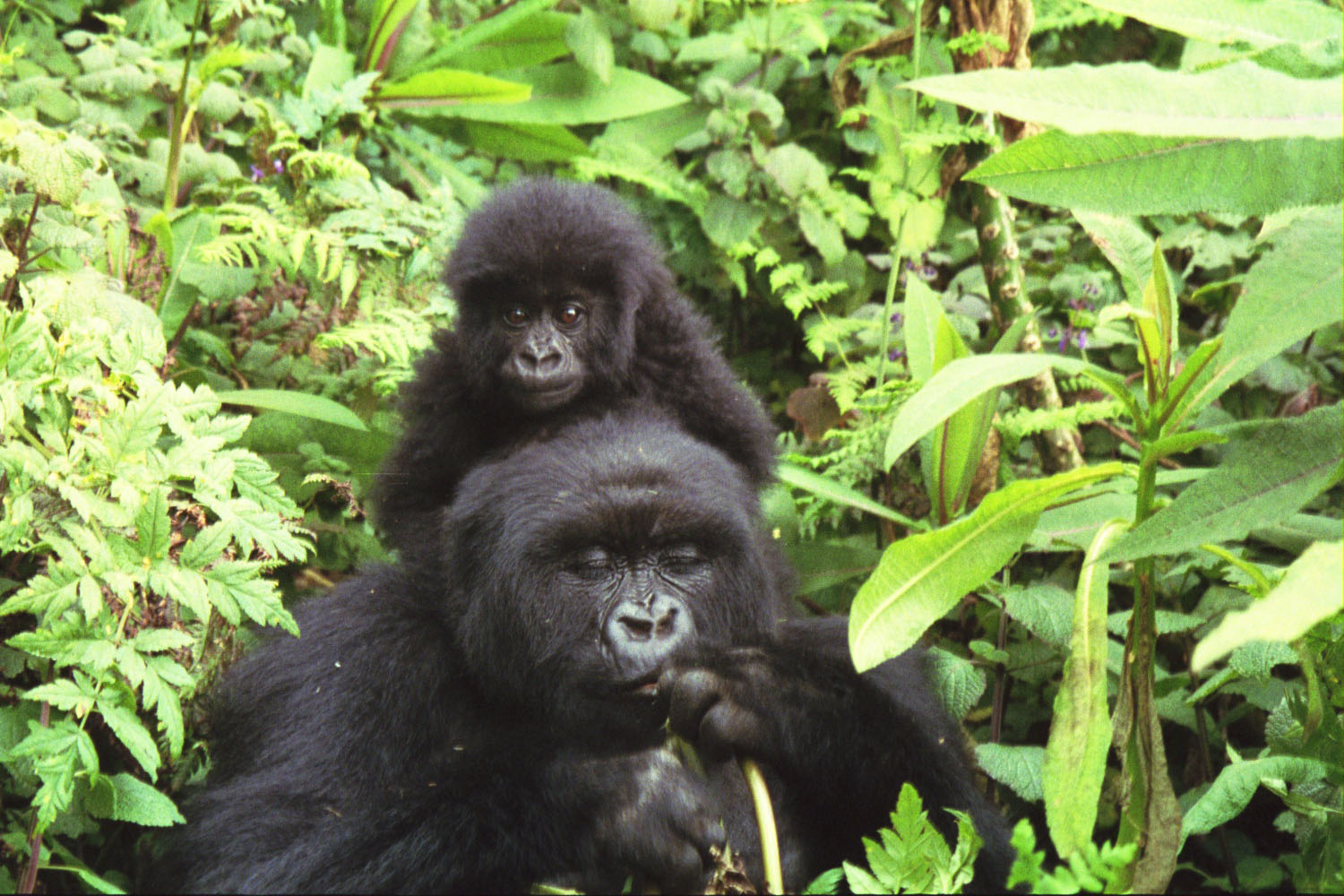
Anya és kölyke a ruandai Volcanoes Nemzeti Parkban

Az újszülött gorilla tömege kb. 1,8 kg, élete első néhány hónapját anyjával folytonos fizikai kontaktusban tölti. Első néhány hónapjában a fiatal gorilla anyja hátán utazik. Négy-öt hónapos korában kezd járni, az első növényi táplálékot négy-hat hónapos korában fogyasztja el. Nyolc hónapos korában már rendszeresen szilárd táplálékot eszik. Az elválasztás hároméves koruk körül történik, bár a fiatal gorillák gyakran még évekig anyjukkal maradnak.
Mind a hím mind a nőstény fiatal gorillák hároméves korukig tekinthetők kölyöknek, három és  hatéves koruk között fiatalkorúnak, hat és nyolcéves kor között serdülőnek. A fekete hátú hímek ivaréretlenek nyolcéves koruktól mindaddig, amíg az ezüstös hátszőrzet meg nem jelenik rajtuk és a szemfoguk ki nem nő. A nőstényeknél 7-8 éves korban kezdődik meg a peteérés, első kölykük általában 10-12 éves koruk között születik.  A hímek általában nem kezdik el az utódnemzést 15 éves koruk előtt.
A hegyi gorilláknál nincsen párosodási időszak, általában a nőstények kezdeményezik a párzást. Ciklusuk időtartama általában 28 nap, 1-3 termékeny nappal, a peteérés az ellés után általában 3–5  évig szünetel. A vemhesség ideje nyolc és fél hónap. A nőstényeknek általában 6-8 évente születik egy kölykük, 40 éves élettartamuk alatt 2–6 utódot hoznak a világra. A hímek, melyek háreme 3–4 nőstényből állhat, 40 év alatt 10-20 utódot nemzenek.

## Szociális felépítés

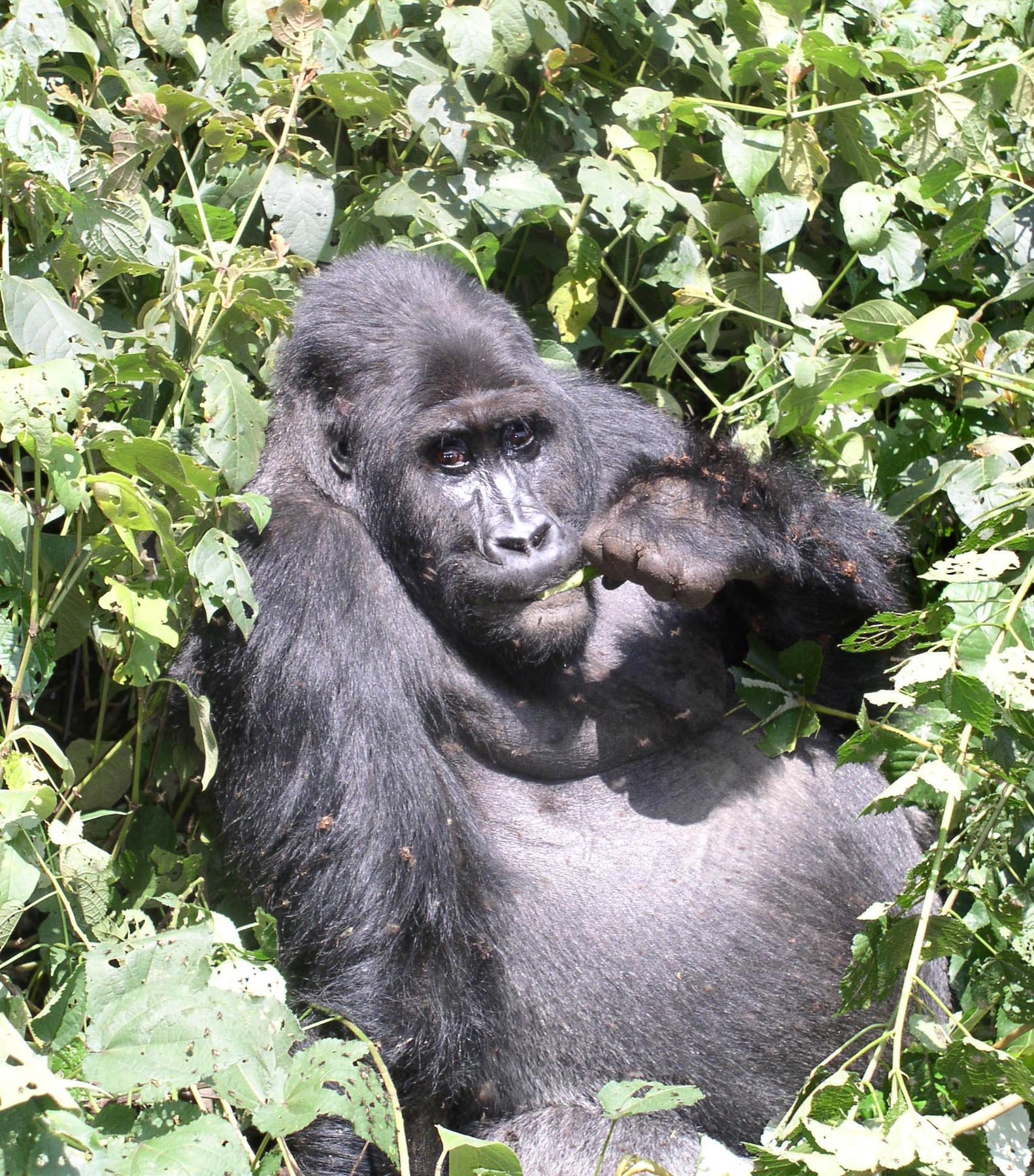
Hegyi gorilla a Kahuzi-Biéga Nemzeti Parkban

A hegyi gorillák rendkívül szociális lények, viszonylag stabil, összetartó csoportokban élnek, melyeket a felnőtt hímek és nőstények közötti hosszan tartó kapcsolatok tartanak egyben. A nőstények közötti kapcsolat viszonylag gyenge. A csoportok rendszerint nem territoriálisak, az ezüsthátú hím inkább a csoportját védi és nem a területét. A Virunga-hegységben élő gorillák között a domináns ezüsthátú hím átlagos csapatvezető státusza 4,7 évig tart.
A csoportoknak 61%-a egy felnőtt hímből és több nőstényből áll, 36%-ában több mint egy felnőtt hím van. A többi gorilla vagy magányos hím, vagy csak hímekből álló csoportban él, melyeket általában egy felnőtt és több fiatal hím alkot. A csoportok mérete öt és harminc egyed között változik, az átlag tíz egyed. Egy tipikus csoportot egy ezüsthátú hím, a csoport elvitathatatlan vezetője, egy vagy két fekete hátú hím, az őrszemek, három-négy ivarérett nőstény, akik általában életük végéig az ezüsthátú hímhez kötődnek, és három-hat ifjú vagy kölyök gorilla alkot.
A hímek többsége és a nőstények mintegy 60%-a elhagyja azt a csoportot, amelyben felnőttek. A hímek általában 11 éves korukban távoznak, az elválási folyamat gyakran igen lassú: egyre több időt töltenek a csoport perifériáján, amíg végül is örökre elhagyják csoportjukat.
Általában a domináns ezüsthátú hím határozza meg a csoport mozgását, az év különböző szakaszaiban a megfelelő táplálékszerző helyre vezetve a csoportot. A csoportban kialakuló konfliktusok rendezésében is szerepet vállal, és védi a csoportot a külső fenyegetésektől. A pihenő során ő a figyelem középpontja, a fiatalok gyakorta a közelében tartózkodnak és játékukba bevonják. Ha egy anya elpusztul vagy elhagyja a csoportot, általában az ezüsthátú hím az, aki az elhagyott ivadékot gondozza, néha még azt is megengedi, hogy a fészkében aludjon. A gyakorlott ezüsthátú hímek még a vadorzók hurkait is képesek eltávolítani a csoport tagjainak végtagjairól.
Ha a domináns ezüsthátú hím betegség, baleset, vagy vadorzók miatt elpusztul, a csoportot alkotó család szétszakadhat. Hacsak nem hagy maga után olyan utódot, aki képes szerepének átvételére, a csoport vagy szétszakad, vagy teljes egészében átveszi egy idegen hím. Ha egy új ezüsthátú hím veszi át egy csoport irányítását, előfordulhat, hogy megöli az elpusztult hím összes kölykét. Ez a kölyökgyilkos gyakorlat egy hatékony szaporodási stratégia része, mert az újonnan megszerzett nőstények képesek hamarabb megfoganni és az új hím utódjait világra hozni. A kölyökgyilkosságot nem figyelték meg stabil csoportok esetében.

## Viselkedés

### Agresszió
A durva agresszió ritka a stabil csoportokban, de két hegyi gorilla csoport összeütközésekor a csoportok ezüsthátú hímjei gyakran vérre menő, halálos küzdelmet folytatnak, szemfogukkal okozhatnak mély sebeket. A forgatókönyv kilenc lépése a következő: (1) fokozatosan gyorsuló üvöltés (hooting), (2) szimbolikus táplálkozás, (3) két lábra állás, (4) növényi darabok hajítása, (5) a mellkas ütögetése ököllel, (6) rúgás egy lábbal, (7) oldalirányú futás, két lábon és négy lábon, (8) a növényzet csapkodása és tépkedése (9) az erőfitogtatás befejezéseképpen a föld ütögetése tenyérrel.

### Kapcsolatok
A déli pihenő fontos szakasz a csoporton belüli kapcsolatok ápolásában és erősítésében. A kölcsönös kurkászás erősíti a szociális kötödést és segít a szőrzet piszoktól és élősködőktől való megtisztításában. A kurkászás a gorillák között nem annyira általános, mint más főemlősök esetében, bár a nőstények rendszeresen kurkásszák utódaikat. A fiatal gorillák gyakran játszanak, idejük nagyobb részét töltik a fákon, mint a felnőttek. A játék során megtanulják, hogyan kommunikáljanak és viselkedjenek a csoporton belül. Tevékenységük során birkóznak, egymást üldözik és bukfenceznek. Az ezüsthátú hím és nőstényei elviselik játékukat, sőt gyakran részt is vesznek benne.

### Hangadás
Huszonöt különböző hangtípust használnak, melyek közül számos a csoport sűrű erdőn belüli kommunikációjára szolgál. Vándorlás közben morgásra és vakkantásra hasonló hangokat adnak ki, ezekkel jelzik a csoport tagjainak hollétüket. Az ilyen hangokat használhatják társas kapcsolatok esetén, amikor figyelemre van szükség. Sikolyok és ordítások veszélyre figyelmeztetnek, ezeket a hangokat többnyire az ezüsthátú hímek adják ki. Mély, morgó böffenés megelégedést fejez ki, ez a hang gyakran hallható a táplálkozás és a pihenés során. Ezek a csoportközi kommunikáció legfontosabb hangjai.

### Félelem
Ismeretlen okok miatt a megfigyelt hegyi gorillák természetüktől fogva félnek bizonyos hüllőktől. A kölyök gorillák, akiknek természetes viselkedése, hogy mindent üldöznek, ami mozog, kikerülik a kaméleonokat és a hernyókat. Félnek a víztől is, és csak akkor kelnek át vízfolyásokon, ha száraz lábbal megtehetik, például farönkökön át. Dian Fossey megfigyelte a hegyi gorillák nyilvánvaló ellenszenvét az eső iránt.

## Kutatás
1902 októberében Robert von Beringe kapitány (1865-1940) két nagy gorillát lőtt le Német Kelet-Afrika határait kereső expedíciója során. Az egyik gorillát megőrizték és a berlini Zoológiai Múzeumba szállították, ahol Paul Matschie professzor (1861-1926) az állatot a gorillák egyik új fajaként osztályozta és felfedezője után  Gorilla beringei-nek nevezte el. 1925-ben Carl Akeley, az Amerikai Természetrajzi Múzeum vadásza, aki a gorillákat kívánta tanulmányozni, meggyőzte I. Albert belga királyt, hogy a Virunga-hegységbeli gorillák védelmére hozza létre az Albert Nemzeti Parkot.
George Schaller 1959-ben kezdett hozzá 20 hónapos megfigyeléssorozatához, melynek eredményeképpen két könyvet is kiadott, A hegyi gorilla és a Gorilla éve címmel.  Kutatásai előtt, melyek leírják a hegyi gorillák társadalmi szerveződését, életét és viselkedését, keveset tudtunk erről a fajról. Schallert követően 1967-ben Dian Fossey kezdett bele 13 évig tartó tanulmánysorozatába. Fossey új megfigyeléseket végzett, elvégezte létszámuk első pontos felmérését, és aktív természetvédelmi intézkedéseket, például orvvadászok elleni őrjáratokat vezetett be. Fossey kutatómunkáját Ruth Keesling folytatta, miután Fosseyt 1985-ben meggyilkolták. Fosseyt a Karisoke Kutatóállomáson temették el. Keesling vette át a Digit Alapítványt (Digit Fossey kedvenc ezüsthátú hímje volt, akit vadorzók öltek meg) és átnevezte Dian Fossey Gorilla Alapítványnak.
2007 áprilisában jelentették, hogy az ugandai Bwindi Nemzeti Parkban a hegyi gorillák létszáma 6%-kal nőtt a 2002-es számlálás óta.

## Természetvédelem

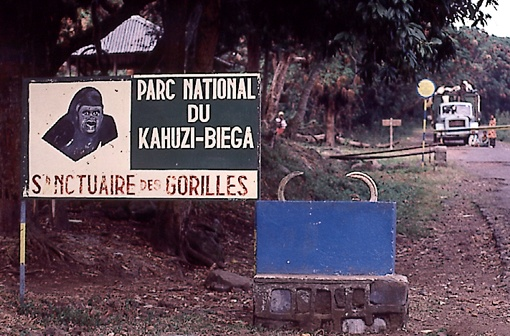
A Kahuzi-Biéga Nemzeti Park bejárata

A hegyi gorillákat az orvvadászat, élőhelyük elvesztése és az emberről terjedő betegségek fenyegetik.
- Orvvadászat: a hegyi gorillákat többnyire nem húsukért vadásszák, de gyakran megcsonkítják vagy megölik őket a más állatok számára elhelyezett csapdák. Az orvvadászok fejükért, kezükért és lábukért ölik meg őket, melyeket gyűjtőknek adnak el. A kölyköket házi kedvencnek próbálják eladni. A kölykök elrablása általában legalább egy felnőtt gorilla halálát is jelenti, mivel a csoport tagjai halálukig harcolnak védelméért. A húsért való orvvadászat különösen fenyegető a politikai nyugtalansággal sújtott területeken. Jól dokumentált eset a hegyi gorillák közt 2007 januárjában végrehajtott vérengzés, mely a Virunga Nemzeti Park területén fekvő Bikengében történt.
- Az élőhely elvesztése: azokat az erdőket, melyekben a hegyi gorillák élnek, gyorsan fejlődő emberi települések veszik körül. Az ember termőföld, élelem, faanyag utáni igénye beavatkozik a gorillák élőhelyébe utak építésével, fakitermeléssel. Az erdőirtás a hegyi gorillákat elszigetelt erdőterületekre szorítja vissza. Egyes csoportok a megművelt mezőgazdasági területeken próbálnak élelmet szerezni, tovább növelve ezáltal az irányukban mutatkozó gyűlöletet és megtorlást.
- Betegségek: az emberek és a gorillák genetikailag meglehetősen hasonlítanak egymáshoz, ezért a gorillák ugyanazoknak a betegségeknek eshetnek áldozatul, mint az emberek. A gorillákban azonban nem alakultak ki azok a védettségek, amelyek ellenállhatnának az emberi betegségeknek, ezért a járványok súlyosan érinthetik a populációt. Az emberhez szokott, habituálódott csoportok, melyeket ökoturisták rendszeresen látogatnak, ilyen szempontból nagyobb kockázatnak vannak kitéve.
- Háború és polgári zavargások: a polgárháborúk és a gyenge kormányok megnehezítették az élőhely-megőrzési, természetvédelmi erőfeszítéseket.[24]

## A 2007 nyarán történt vérengzés
A Kongói Demokratikus Köztársaság Virunga Nemzeti Parkjának igazgatóját, Honore Mashagirót 2008 márciusában letartóztatták; a veszélyeztetett hegyi gorillák között folytatott vérengzés kiötlésével vádolták. Ő a tíz gorilla elpusztításával járó vérengzés fő gyanúsítottja. A gorillákat a környezetvédők a Rugendo család tagjaiként ismerték 2007 nyaráig. A gorillák megölésével a vadőrt vádolják, a vérengzésnek az lehetett a célja, hogy elrettentse a természetvédőket, akik az állatok erdei élőhelyének tönkretételét próbálták megakadályozni.